# Pedinellales
Pedinellales o actinodinos es un pequeño grupo de protistas unicelulares presentes en tanto en agua dulce como en ambientes marinos, la mayoría de los cuales son sésiles, fijándose al sustrato por un tallo posterior. Presentan una morfología de tipo heliozoo, esféricos, con tentáculos o axopodios irradiando a su alrededor. También presentan un flagelo, insertado en la parte anterior de la célula. Parte de los géneros (Pedinella, Apedinella, Pseudopedinella y Mesopedinella) son fotosintéticos, mientras que otros (Palatinella, Actinomonas, Pteridomonas y Ciliophrys) han perdido sus cloroplastos y son heterótrofos, alimentándose por fagocitosis de las presas que capturan con la ayuda de sus tentáculos. La estructura de la célula los relaciona con Actinophryida. 